# Ghostbusters: Spirits Unleashed
Ghostbusters : Spirits Unleashed est un jeu d'action-aventure basé sur la franchise Ghostbusters et développé par IllFonic, sorti le 18 octobre 2022 sur Microsoft Windows, PlayStation 4, PlayStation 5, Xbox One et Xbox Series. Le jeu présente également les traits et les voix d'Ernie Hudson dans le rôle de Winston Zeddemore et de Dan Aykroyd dans le rôle de Raymond "Ray" Stantz,,.

## Système de jeu
Le jeu propose de jouer jusqu'à quatre joueurs et permet aux joueurs de jouer le rôle d'un Ghostbuster ou d'un fantôme. Les joueurs peuvent créer leur propre Ghostbuster, et l'apparence du fantôme peut également être personnalisée en visitant Ray's Occult Books. Le gameplay de Ghostbusters est basé sur la conception d'un jeu de tir à la première personne, tandis que les fantômes sont contrôlés du point de vue de la troisième personne. Le fantôme doit terroriser tout le monde dans un endroit en faisant des bruits forts ou en possédant des objets, tandis que les Ghostbusters doivent capturer le fantôme, réparer ses dégâts et calmer la foule. Bien que le jeu propose un gameplay asymétrique, les joueurs peuvent aussi choisir de lutter contre un fantôme contrôlé par l'IA en coopération.

## Sortie
Le 22 mars 2022, la date de sortie a été mentionnée comme étant au quatrième trimestre 2022 et devrait être publiée sur Epic Games Store pour Microsoft Windows, PlayStation 4, PlayStation 5, Xbox One et Xbox Series X/S. Le 18 août 2022, les développeurs du jeu ont annoncé que leur produit sort le 18 octobre 2022,.